# Pinus canariensis
Pinus canariensis là một loài thực vật hạt trần trong họ Thông. Loài này được C.Sm. miêu tả khoa học đầu tiên năm 1828.